# Valea Stelii
Exista o legendă care spune că pe locul Valea Stelii, demult, ar fi căzut un meteorit și astfel ar fi căpătat acest nume.
Stațiunea Balneoclimaterică Valea Stelii dispune de două bazine cu apa sărata.
Unul dintre bazine conține apă cu nivel foarte ridicat de sare, care permite practic să plutești întins pe suprafața apei.
Celălalt bazin, de dimensiuni mai mari, conține apă cu un nivel mai scăzut de sare.
Ordinea urmării tratamentului constă în ungerea cu nămol, extras din bazinul cu nivel foarte ridicat de sare, uscarea la soare, iar după ce nămolul s-a uscat complet se intră în bazinul mic pentru circa 15 minute în prima zi de tratament; în zilele următoare se crește timpul cu 5 minute.
După baia de 15 minute se stă din nou la uscat, după care se intră în bazinul de dimensiuni mai mari.
După efectuarea tratamentului este indicat ca până la sfârșitul zilei să nu se facă duș pentru ca proprietățile nămolului să își facă efectul.